# 향린동산
향린동산은 대한민국 경기도 용인시 기흥구 동백동에 위치한 마을이다. 향린동산은 산에 주택, 타운하우스, 빌라 등 신축건물을 짓는 곳이고 대규모 전원주택과 빌라의 주거 시설이 있고 타운하우스가 있다.

## 역사
1972년 향린교회에서 조성하였다. 1986년 경기도 용인군에 향린동산을 조성하였다. 1996년 3월 1일 용인시가 승격하면서 발전이 필요한 상황이고 2000년 향린파크힐스의 분양이 완료되었다. 이후 대규모 전원단지들이 지어지고 새로운 건물들도 많이 지어졌다.

## 구성
- 전원주택
- 타운하우스(금호베스트빌리지, 프라임빌)
- 빌라(향린파크힐스)
- 교회(향린교회수양관)
- 기타(동백저수지, 동백리향린공영회, 용인동부경찰서동백파출소향린초소)

## 특징
향린동산은 정문과 후문으로 나뉘어 있다. 주거들이 있는 전원주택과 타운하우스, 빌라 등 신축건물들이 들어섰다.

## 사건
2001년 6월 28일 오전 4시 향린동산에서 강도살인사건이 일어났다. 단독주택에서 살인을 저지른 범인인 50대가 무기징역을 선고받았다.

## 같이 보기
- 용인시